# Pycnarmon chinensis
Pycnarmon chinensis là một loài bướm đêm trong họ Crambidae.